# پیتر واندرکای
پیتر واندرکای (به انگلیسی: Peter Vanderkaay) (زادهٔ ۱۲ فوریهٔ ۱۹۸۴) شناگر اهل ایالات متحده آمریکا است.